# Lenauheim
Lenauheim là một xã thuộc hạt Timiș, România. Dân số thời điểm năm 2002 là 5665 người.